# Educação não formal
A educação não formal é aquela que ocorre fora do sistema formal de ensino, sendo complementar a este. É um processo organizado, mas geralmente os resultados de aprendizagem não são avaliados formalmente. A educação não formal tem como objetivo resgatar, de forma efetiva, valores essenciais para a formação de cidadãos protagonistas de sua própria vida, trazendo para eles a prática da cidadania, apreensão social, profissionalização, reforço escolar, dimensão sociocultural, entre outros. O profissional da educação que trabalha espaços não formais deve estar ciente da importância de proporcionar conhecimentos que levem a população a uma melhoria em sua qualidade de vida e autoestima, capacitando–os para sua atuação nos mais diversos espaços na sociedade. 
Ao analisar a literatura nacional e internacional em relação à educação fora dos padrões formais da escola, existem terminologias distintas como educação não formal e educação informal, às quais algumas incoerências são apresentadas, como a falta de distinção entres estes termos o que permite erros conceituais quanto ao tipo de educação que é considerada formal e o tipo de educação que é considerada informal. 

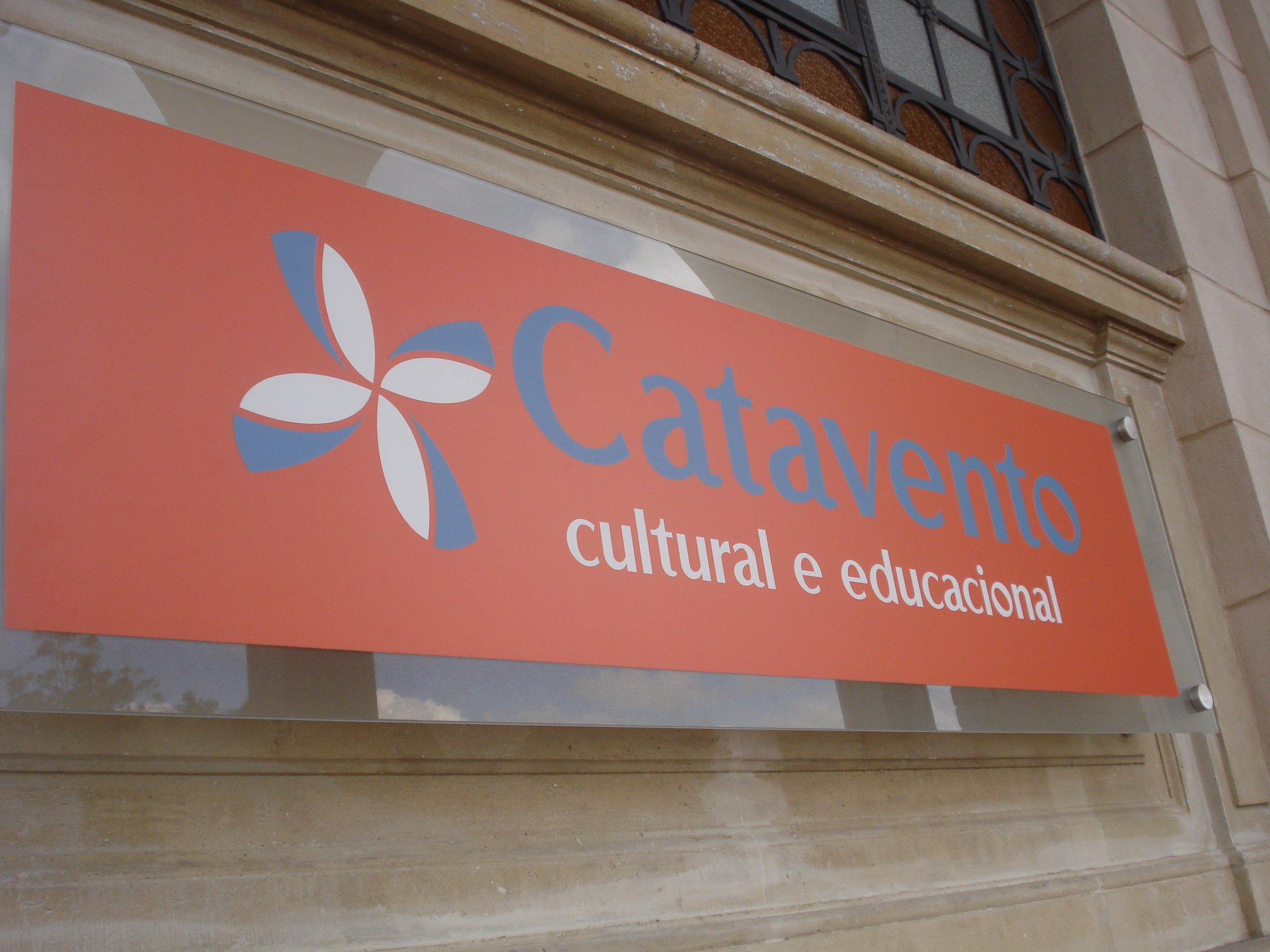
Exemplo de espaço não formal de educação. O museu Catavento Cultural em São Paulo.

A educação não formal possui como uma de suas características a possibilidade de utilizar espaços diferentes daqueles utilizados pela educação formal. Por isto, os planetários, observatórios, centros de Ciências e demais espaços permitem a divulgação científica em Astronomia e ensinam pessoas de diversas idades conceitos interessantes relacionados aos temas específicos. 
Nesta página adota-se a nomenclatura de educação não formal que, segundo Marques (2014). é aquele tipo de educação sistematizada e organizada, porém com flexibilidade quanto ao tempo e espaço que podem ser utilizados para esta educação. Por isto, educação não formal é diferente de educação informal. Entende-se por educação informal aquela que aprende-se durante a vida no trabalho ou em trabalhos voluntários, por exemplo, como aponta Van Noy et al (2016). Além disso, a divulgação científica pode fazer parte da educação não formal, estabelecendo um importante meio para que as pessoas possam aprender sobre conceitos que apenas teriam acesso na escola formal.   
Trabalhar em espaços não formais pode ser um desafio para os pedagogos, professores e profissionais da área de educação, porém, mesmo não sendo uma prática como a educação escolar, isto não impede o profissional de utilizar de didáticas, metodologias, fazer planejamentos, e possuir embasamento teórico e competências para assumir uma pedagogia social. São exemplos de espaços de educação não formal as bibliotecas, museus, clubes de ciências, zoológicos, jardins botânicos e planetários.

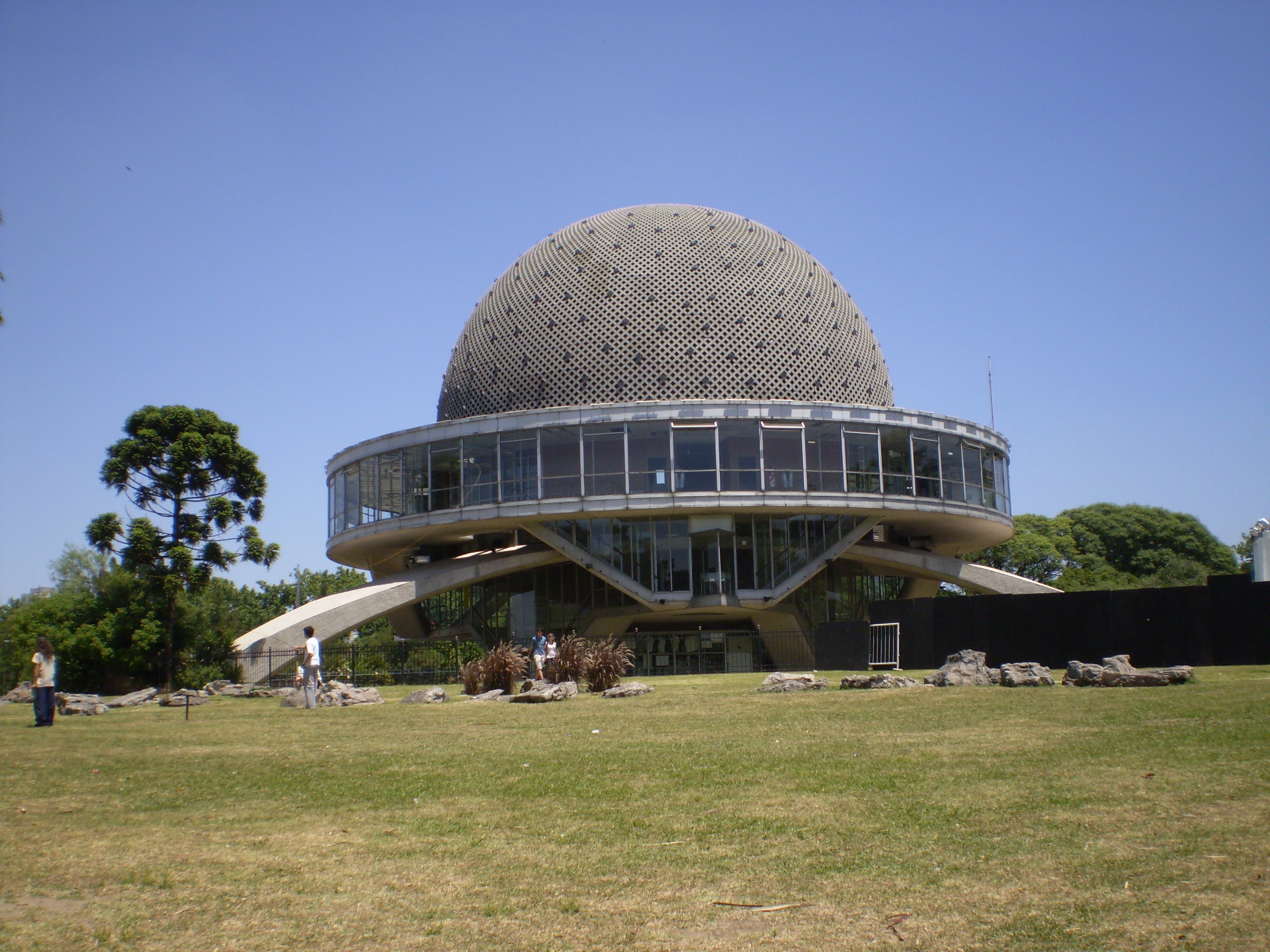
Exemplo de ambiente não formal de aprendizagem

Como exemplo de aplicação da educação não formal, a educação não formal em Astronomia em planetários, observatórios e centros de Ciências estabelece uma relação importante com a educação formal, ampliando os conteúdos e conceitos a respeito da Astronomia que, muitas vezes, não é ensinada de maneira correta em ambientes formais de educação.

## Educação não formal em Astronomia
Uma das áreas mais interessantes de educação não formal é a área que utiliza os conteúdos de Astronomia para a aprendizagem de públicos de diferentes idades, níveis de escolaridade e outras características. A Astronomia, por ser a ciência que estuda os astros, por si só já motiva as pessoas a pensarem sobre os mistérios do Universo, a ocorrência de fenômenos astronômicos e demais conceitos que expressam a importância de uma educação não formal nesta área. Sendo assim, a área de educação não formal em Astronomia é importante por trazer contribuições referentes ao modo pelo qual a Astronomia pode ser ensinada fora dos padrões formais de educação.
Embora a área de educação não formal em Astronomia ainda seja pouco explorada no país, conforme analisado por Langhi e Nardi (2009) e vários outros autores, ela está em expansão e necessita de mais pesquisas para que as pessoas possam conhecer mais sobre os mistérios do céu e possam refletir sobre a importância de aprofundar os conhecimentos sobre esta área.

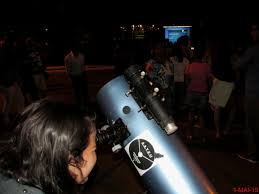

Muitas pessoas não possuem acesso à planetários, observatórios e demais locais de observação e discussão sobre os fenômenos que ocorrem nos céus. Por isto, a construção e manutenção destes locais é essencial para que a educação não formal em Astronomia tenha o seu espaço em diferentes regiões do país. Pois, embora seja um tema motivador, existem poucos espaços para esta aprendizagem não formal no país e isto prejudica os avanços desta área tão importante para a difusão do conhecimento humano. Diante destes fatos, é necessário que as pesquisas a respeito da educação não formal em Astronomia estejam em consonância com os anseios da sociedade no que se refere a aprender, mesmo que não seja em ambientes formais de educação.
A área da Astronomia é privilegiada por possuir o céu como laboratório e acessível a todos, embora muitas localidades sejam prejudicadas pela poluição luminosa que impede a observação de muitas estrelas, planetas e fenômenos que ocorrem nos céus. Os mitos, achismos e informações erradas sobre a Astronomia podem ser analisados criticamente por pessoas que utilizam ambientes não formais de aprendizagem em busca de um conhecimento correto e isto demonstra a importância de valorizar aquelas pessoas que se dedicam à divulgação científica em Astronomia e à educação não formal, em geral, como é o caso dos astrônomos amadores, especialistas da área, voluntários, dentre outras pessoas que se dedicam em busca de uma educação não formal de qualidade. 

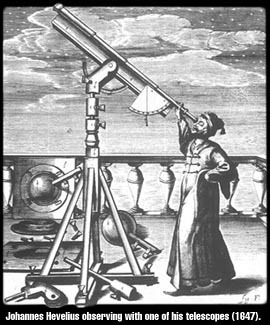
Galileu Galilei, um dos divulgadores da Astronomia que foram condenados por buscar a verdade sobre os fenômenos do céu.

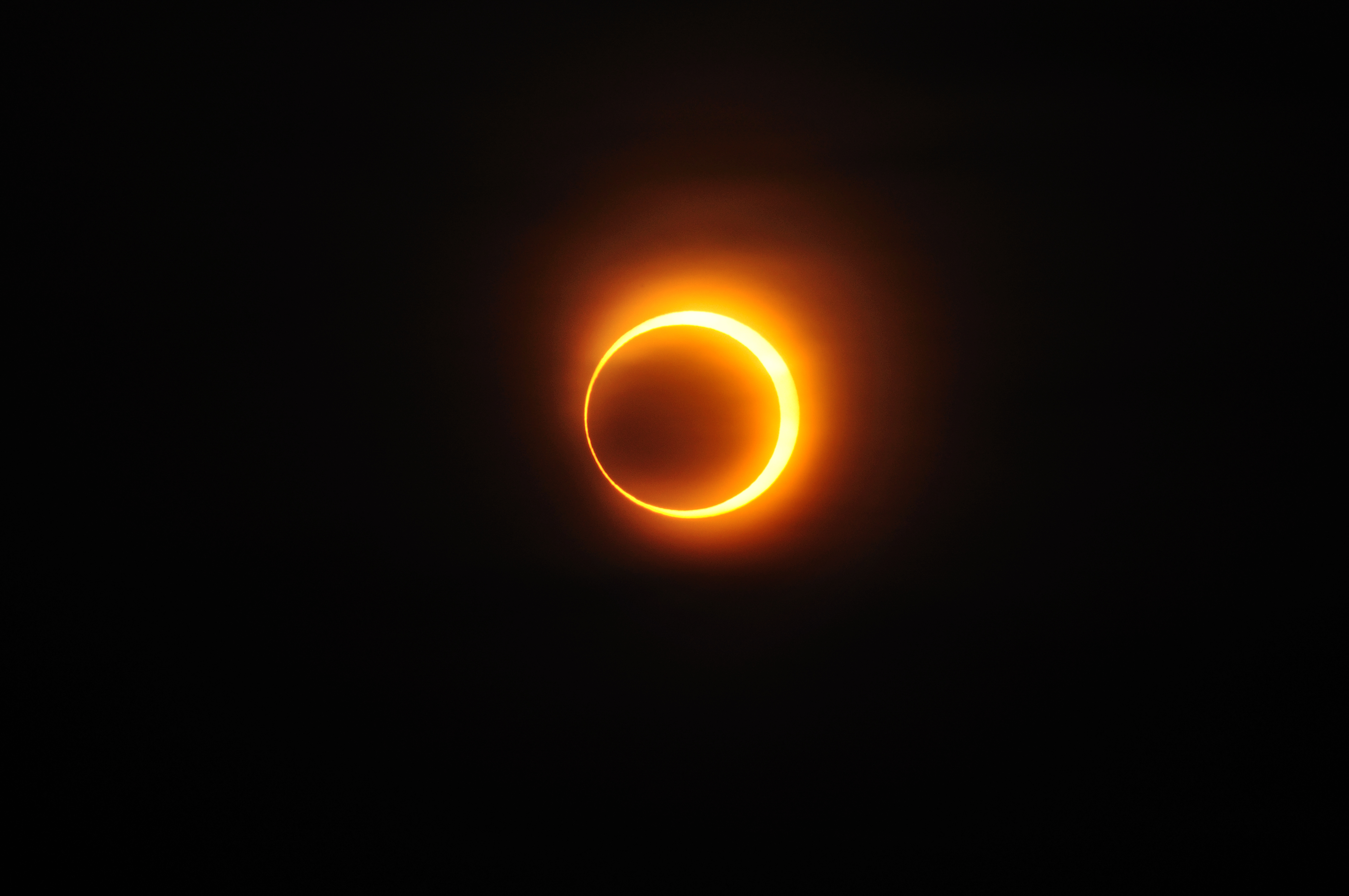
Os eclipses são fenômenos astronômicos que despertam a curiosidade das pessoas e influenciam o imaginário da humanidade desde os tempos mais remotos.

Um fato interessante é a proximidade entre a educação não formal e a educação formal. Isto permite com que as pessoas aprendam conceitos importantes quanto aos fenômenos que ocorrem nos céus e suas consequências na vida das pessoas durante a história da humanidade. Dentre os fenômenos, os eclipses foram motivo de muitos sacrifícios durante a história, com relatos mais marcantes nas populações indígenas da América Central, que temiam que o Sol ou a Lua não voltassem no próximo dia. Além disso, Galileu Galilei é um dos cientistas que foram acusados de heresia por pesquisar sobre os fenômenos astronômicos e descobrir aspectos contrários àqueles defendidos pela igreja em sua época. Giordano Bruno também foi perseguido e não teve a mesma sorte de Galileu. Por isto Giordano Bruno foi queimado em praça pública por acreditar na existência de outros mundos. Galileu, embora tivesse observado que Júpiter também possuia objetos celestes que giravam ao seu redor como ocorre no Sol, não foi morto igual a Bruno, mas ficou preso em sua casa e impedido de praticar mais heresias contra a igreja de sua época. Estes fatos mostram a importância da educação em Astronomia, para que as pessoas compreendam que a história é importante como instrumento de observação das lutas das pessoas em busca de conhecimentos corretos.
Por isto, a educação não formal em Astronomia também deve fazer parte do cotidiano das pessoas. A tecnologia pode ser uma aliada à educação não formal em Astronomia, por permitir que as pessoas aprendam sem sair de casa ou viajar muitos quilômetros em busca de um observatório ou planetário que, em muitas vezes, estão longes das populações que moram em localidades distantes. Por isto, a Astronomia pode ser ensinada por meio de softwares, como o Stellarium, e aplicativos de celular como o Skymap que são importantes para a compreensão do céu e dos fenômenos e objetos celestes. Os vídeos, imagens e notícias também permitem com que as pessoas aprendam esta ciência, do mesmo modo que páginas e enciclopédias como esta auxiliam as pessoas a aprenderem mais. Sendo assim, aprender Astronomia é interessante e faz com que as pessoas entendam um pouco mais sobre o Universo onde vivem.